# 1987-es dél-afrikai általános választás
1987. május 6-án általános választásokat tartottak Dél-Afrikában. A választást ismét a Nemzeti Párt (NP) nyert meg P. W. Botha vezetésével. A választás eredményeként létrejött a második P. W. Botha-kormány, amely 1989-ig volt hatalmon.

## Eredmények
Az államelnök által kinevezett négy és az indirekt módon megválasztott nyolc képviselő közül tíz a Nemzeti Párt, egy a Konzervatív Párt és egy a Progresszív Föderális Párt frakciójába ült be.
| Párt                        | Párt                              | Szavazatok | %      | Mandátumok |
| --------------------------- | --------------------------------- | ---------- | ------ | ---------- |
|                             | Nemzeti Párt (NP)                 | 1 075 505  | 52,70  | 123        |
|                             | Konzervatív Párt                  | 547 559    | 26,83  | 22         |
|                             | Progresszív Föderális Párt (PFP)  | 288 574    | 14,14  | 19         |
|                             | Helyreállított Nemzeti Párt (HNP) | 61 456     | 3,01   | 0          |
|                             | Új Köztársaság Párt (NRP)         | 40 494     | 1,98   | 1          |
|                             | Egyéb és függetlenek              | 27 149     | 1,33   | 1          |
| Államelnök által kinevezett | Államelnök által kinevezett       |            |        | 4          |
| Indirekt módon választott   | Indirekt módon választott         |            |        | 8          |
| Összesen                    | Összesen                          | 2 040 737  | 100,00 | 178        |

## Fordítás
Ez a szócikk részben vagy egészben  a(z)   1987 South African general election című angol Wikipédia-szócikk ezen változatának fordításán alapul.  Az eredeti cikk szerkesztőit annak laptörténete sorolja fel. Ez a jelzés csupán a megfogalmazás eredetét és a szerzői jogokat jelzi, nem szolgál a cikkben szereplő információk forrásmegjelöléseként.